# 千葉県立高宕山自然公園
千葉県立高宕山自然公園（ちばけんりつたかごやましぜんこうえん）は、高宕山を中心とした千葉県南部に位置する都道府県立自然公園。高宕山ニホンザル生息地は国の天然記念物に指定されている。

## 概要

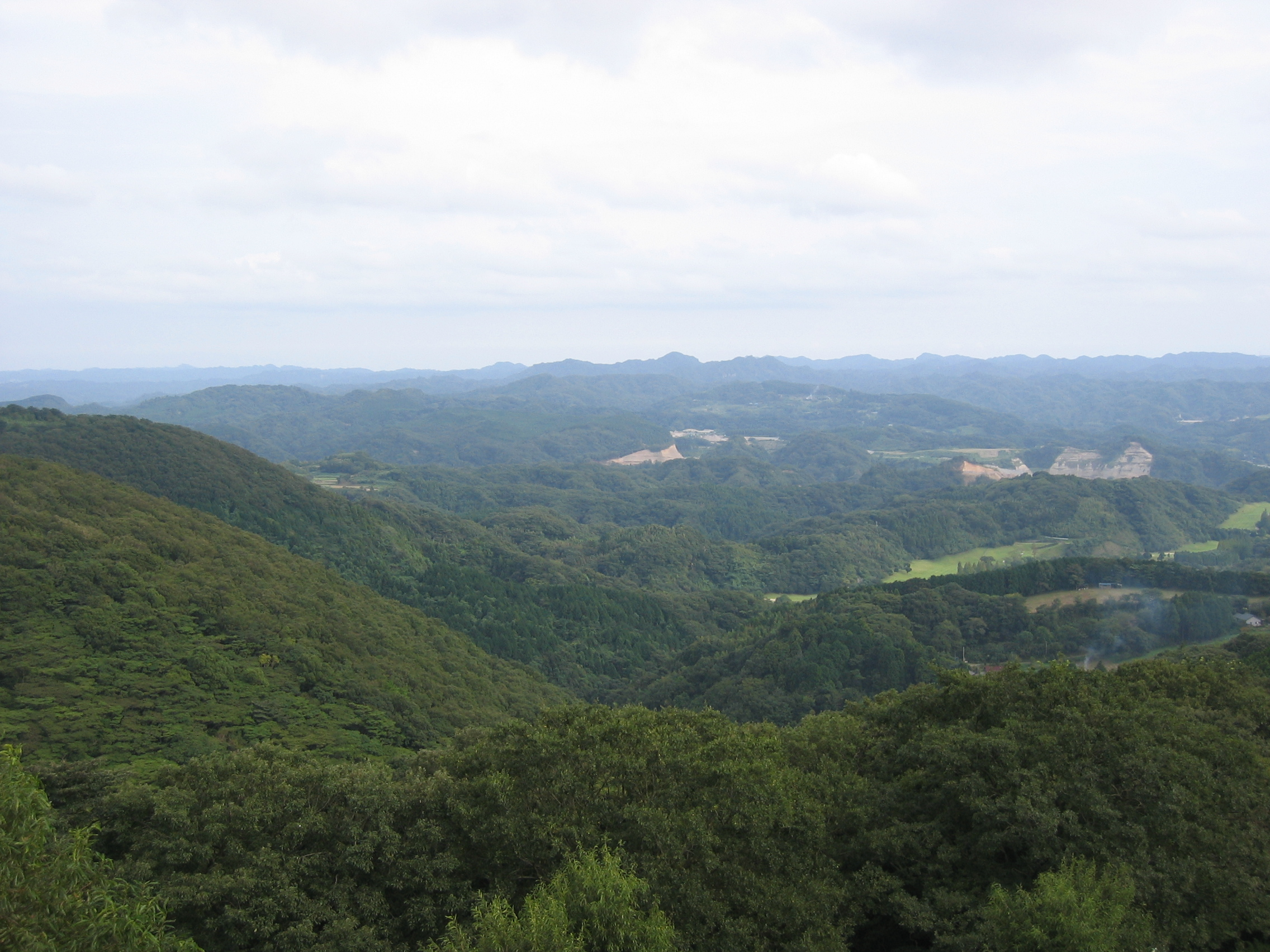
マザー牧場から望む高宕山周辺

千葉県南部の富津市・君津市に位置し、高宕山を中心とした自然公園であり、 1935年（昭和10年）8月9日に指定された。
南房総国定公園でもある鹿野山地区を取り囲む地域（鬼泪山など）を区域に含む（区域図参照）。面積は23.42平方キロメートル。
深い谷と切り立った崖があり、高宕山の山岳美を楽しめることが特色であるため、ハイキングに適しており、区域内には豊かな自然を活用した高宕山自然動物園、マザー牧場などがある。鹿野山九十九谷展望公園からは、高宕山、石射太郎山などの上総丘陵（九十九谷）が幾重にも連なる山並みの風景を一望出来る。

## 区域
以下、区域図を参照。
- 区域図

### 地理
- 高宕山（北緯35度11分54秒 東経139度59分33秒 / 北緯35.19833度 東経139.99250度）
- 鬼泪山（北緯35度14分45.7秒 東経139度56分5.4秒 / 北緯35.246028度 東経139.934833度）
- 石射太郎山[3]（北緯35度12分50.0秒 東経139度59分05.3秒 / 北緯35.213889度 東経139.984806度）
- 高宕大滝[4]（北緯35度12分17.9秒 東経139度59分48.7秒 / 北緯35.204972度 東経139.996861度）

## 施設
- 高宕山自然動物園

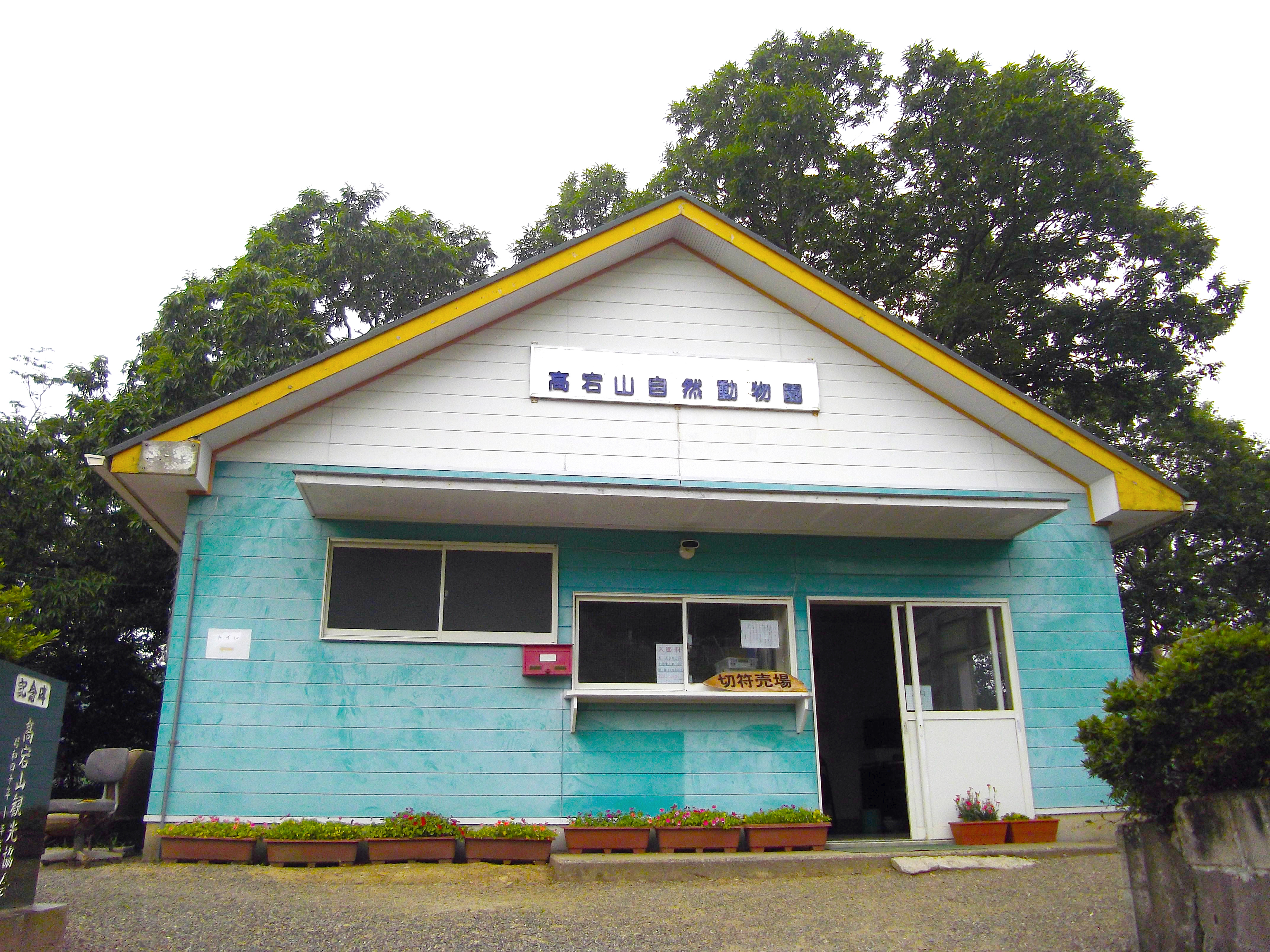
高宕山自然動物園

- マザー牧場（千葉県道93号久留里鹿野山湊線南側が区域内）
- 関東ふれあいの道[5]（首都圏自然歩道）
- 君津グリーンセンター[6]（旧：樹芸林業試験場）
- きみつのさんぽ道
- 戸面原ダム（区域に隣接）
- 富津市市民の森（区域に隣接）